# Nyctycia plagiogramma
Nyctycia plagiogramma är en fjärilsart som beskrevs av George Francis Hampson 1905. Nyctycia plagiogramma ingår i släktet Nyctycia och familjen nattflyn. Inga underarter finns listade i Catalogue of Life.